# Кучин, Сергей Валентинович
Сергей Валентинович Кучин (14 сентября 1962 года, Саратов) — советский хоккеист, выступавший на позиции нападающего. Мастер спорта СССР международного класса.

## Биография
Воспитанник СДЮСШОР «Кристалл» (Саратов), занимался у тренера Юрия Ивановича Акчурина. В 17 лет был привлечен к тренировкам команды мастеров. Дебютировал в «Кристалле» в сезоне-1979/80. Одновременно играл за энгельсский «Химик», фарм-клуб «Кристалла», в составе которого стал чемпионом РСФСР 1980 года.
В чемпионате СССР-1981/82, играя за «Кристалл» в высшей лиге (36 матчей, 12 шайб + 3 передачи), обратил на себя внимание главного тренера ЦСКА и сборной СССР Виктора Васильевича Тихонова. В том же сезоне Кучин в составе сборной СССР принял участие в чемпионате мира среди молодежных команд (7 матчей, 5 шайб + 2 передачи), где советская сборная сборная заняла 4 место, впервые оставшись без медалей.
Виктор Тихонов, подводя итоги сезона, писал: «Уровень игры молодых волжан Агейкина, Кучина и их сверстников из ЦСКА — Трухно, Старкова, Васильева — примерно одинаков. Их будущее зависит от дальнейшей работоспособности, от умения быть верными цели».
По воспоминаниям Кучина, Тихонов «сам побывал у меня дома, говорил с матерью». Кроме того, Кучин имел предложение от московского «Динамо», однако выбрал в итоге ЦСКА.
В составе ЦСКА дебютировал в августе 1982 года на финальном турнире Кубка европейских чемпионов, прошедшем в Дюссельдорфе. ЦСКА в 12-й раз завоевал титул сильнейшей команды Европы, а Кучин принял участие во всех трех матчах и забросил в них 2 шайбы.
Подводя итоги турнира, Тихонов писал: «Кучин пока твердого места в каком-то звене не имеет, но хорошо у него получалась игра вместе с Лобановым и Дроздецким».

На старте чемпионата СССР-1982/83 Кучин провел за ЦСКА 6 матчей (1 шайба + 2 передачи). Осенью он получил травму на тренировке, когда во время игры в футбол столкнулся с защитником Сергеем Гимаевым, после чего потерял место в основном составе.
«Это привело к тому, что я был готов бросить хоккей, потерял интерес к игре. Вот тогда-то меня и нашел Черенков, вернувшийся в «Кристалл». Тихонов меня отпустил, но с условием, что буду играть только в Саратове».
В феврале 1983 года в составе студенческой сборной СССР, сформированной в основном из игроков саратовского «Кристалла», принял участие в Универсиаде, прошедшей в Болгарии, где завоевал серебряные медали.
В сезоне-1983/84 стал лучшим бомбардиром «Кристалла», забросив в матчах первой лиги 41 шайбу, и получил приглашение перейти в московский «Спартак», однако новая травма (разрыв мениска) и последовавшая операция сорвали этот переход.
Завершил выступления в хоккее после сезона-1989/90 в возрасте 28 лет, получив очередную тяжелую травму. Кучину требовалась операция за границей, но ни у него самого, ни у клуба в тот момент не было на это средств.

Всего провел 11 сезонов в чемпионатах СССР, забросив за «Кристалл» 210 шайб и став одним из лучших бомбардиров в истории саратовского хоккея.
«Техничный, умный, с ловкими руками и внешностью положительного героя из фильма про первую любовь на картошке Сергей Кучин казался мне тогда слишком мягким для тихоновского полигона. В январе 2015 года мои подростковые предчувствия скорректирует ветеран «Кристалла» Александр Тимофеевич Никулин, игравший в высшей лиге еще при Черенкове: «Кучин? У нас все его любили. Он же на наших глазах вырос, мальчонкой из Ледового не вылезал. Как сын полка нам всем был. Ему бы хорошо тогда в „Спартак“ уйти, его команда по манере была. Звали же. Не в полигоне дело – в манере. Ну или в „Динамо“. Но только не в ЦСКА».
В рамках проекта «Кристальные люди» был проведен опрос 156 саратовских хоккеистов, тренеров, судей, журналистов и деятелей хоккея, по итогам которого была сформирована символическая сборная «Кристалла» за все времена. Кучин набрал в опросе 147 баллов и был включен в первую пятерку вместе с вратарем Александром Куликовым, защитниками Владимиром Куплиновым и Михаилом Шубиновым, нападающими Юрием Корчиным и Сергеем Жебровским.
В апреле 2014 года подписал письмо ветеранов «Кристалла» губернатору Саратовской области Валерию Радаеву с просьбой обратить внимание на бедственное положение с хоккеем в области.

## Достижения
- Обладатель Кубка европейских чемпионов – 1982
- Чемпион СССР – 1983
- Серебряный призёр Универсиады – 1983